# Hacknet
Hacknet – niezależna komputerowa gra symulacyjna wyprodukowana przez australijskie studio Team Fractal Alligator. Gra została wydana 12 sierpnia 2015 roku na platformę PC (Windows) przez Surprise Attack.

## Fabuła
Bit, haker odpowiedzialny za stworzenie najbardziej inwazyjnego systemu zabezpieczeń Hacknet-OS, nie żyje. Brak ponownego połączenia z systemem przez czternaście dni, spowoduje wysyłanie zautomatyzowanych wiadomości na pocztę elektroniczną z instrukcjami do użytkownika. System zabezpieczeń nie może zostać udostępniony.

## Wydanie
Hacknet został wydany 12 sierpnia 2015 roku na platformę PC (Windows) przez Surprise Attack.

## Odbiór gry

### Nagrody i nominacje
| Rok  | Gala rozdania                    | Nagroda          | Wynik   |
| ---- | -------------------------------- | ---------------- | ------- |
| 2014 | Australian Game Developer Awards | Innovation Award | Wygrana |
| 2015 | Freeplay                         | Tech Finalist    | Wygrana |